# Skotniki (województwo wielkopolskie)
Skotniki – wieś w Polsce położona w województwie wielkopolskim, w powiecie wrzesińskim, w gminie Miłosław.
| SIMC     | Nazwa      | Rodzaj    |
| -------- | ---------- | --------- |
| (0589398 | Zajezierze | część wsi |

W latach 1975–1998 miejscowość położona była w województwie poznańskim.